# جيمس لونش
جيمس لونش (بالإنجليزية: James Lynch)‏ هو عازف قيثارة ومغني أمريكي، ولد في يوليو 1982 في Sturbridge, Massachusetts ‏ في الولايات المتحدة.

## وصلات خارجية
- جيمس لونش على موقع ميوزك برينز (الإنجليزية)
- جيمس لونش على موقع ديسكوغز (الإنجليزية)